# Сысоев, Александр Митрофанович
Александр Митрофанович Сысо́ев (род. 1951) — ректор ФГБОУ ВПО «Московский государственной агроинженерный университет имени В. П. Горячкина» (2011—2014). Доктор экономических наук. Член Высшего совета партии «Единая Россия».

## Биография
Родился 5 ноября 1951 года в городе Лиски Воронежской области.

### Образование
- В 1971 году окончил Воронежский авиационный техникум имени В. П. Чкалова.
- В 1980 году окончил Воронежский государственный аграрный университет имени Императора Петра I.
- В 1998 году окончил Российскую академию государственной службы при Президенте РФ.

### Профессиональная деятельность
Работал слесарем на Луховицком машиностроительном заводе Московской области и в Лискинском локомотивном депо, был мастером производственного обучения ПТУ.
В 1974 году инструктор в аппарате Лискинского районного Совета народных депутатов, впоследствии занимал различные партийные и хозяйственные должности.
В 1986 году возглавил племптицесовхоз «Вторая пятилетка».
В 1989 году первый секретарь Лискинского райкома КПСС.
С 1993 по 1995 год заместитель главы администрации города Лиски и Лискинского района Воронежской области.
С 1995 по 1999 год заместитель, первый заместитель председателя Воронежской областной Думы.
С 1999 по 2001 год первый заместитель главы Администрации — председатель Правительства Воронежской области.
В 2001 году генеральный директор компании «Росагротрейд» (Воронежская область).
В 2003 году был избран депутатом Государственной Думы ФС РФ четвёртого созыва по Правобережному одномандатному избирательному округу № 79 Воронежской области. Был членом фракции «Единая Россия», членом Комитета по аграрным вопросам.
В 2007 году был избран депутатом Государственной Думы РФ пятого созыва в составе федерального списка кандидатов, выдвинутого Всероссийской политической партией «Единая Россия». Член фракции «Единая Россия». Заместитель председателя Комитета ГД по аграрным вопросам.
В 2014 назначен директором Воронежского филиала РЭУ им. Г.В. Плеханова.

## Награды
- Почётная грамота Президента Российской Федерации (9 января 2010 года) — за заслуги в законотворческой деятельности и развитии российского парламентаризма[4].

## Критика
По данным вольного сетевого сообщества «Диссернет», являлся автором  диссертации, которая содержит масштабные заимствования, не оформленные как цитаты